# Laetmogone maculata
Laetmogone maculata (лат.) — вид голотурий отряда боконогих. Бентосные животные. Встречаются в субтропических водах Юго-Восточной Атлантики у берегов Южной Африки. Обитают на глубине от 345 до 458 м. Они безвредны для человека, объектами промысла не являются, их охранный статус не определен.